# Metasepia tullbergi
Metasepia tullbergi е вид главоного от семейство Sepiidae.

## Разпространение и местообитание
Този вид е разпространен в Бруней, Виетнам, Индонезия (Калимантан), Камбоджа, Кинмън, Китай (Гуандун, Гуанси, Джъдзян, Дзянсу, Ляонин, Пекин, Фудзиен, Хайнан, Хъбей, Шандун и Шанхай), Малайзия (Западна Малайзия, Сабах и Саравак), Северна Корея, Сингапур, Тайван, Тайван, Тайланд, Филипини, Южна Корея и Япония (Кюшу, Рюкю, Хоншу и Шикоку).
Обитава пясъчните дъна на морета и заливи.